# Bubble Pop!
Bubble Pop!은 대한민국의 댄스 팝 가수 현아의 첫 번째 EP 음반이다. 2011년 7월 5일 발매되었다. 발매에 앞서 2011년 6월 30일 싱글로 "A Bitter Day"를 발매했다.

## 배경과 발매
현아는 포미닛의 첫 정규 음반 4Minutes Left 활동이 끝나자 2011년 6월 27일 새 음반의 재킷 사진을 공개하며 컴백을 알렸다. 재킷 사진에는 문신 사진과 풍선껌을 물고있는 사진으로 공개되자 많은 관심을 받았다. 같은 달 30일 Bubble Pop!의 유일한 발라드 풍의 노래 "A Bitter Day"를 싱글로 발매했는데, 이 노래에는 G.NA와 용준형이 피처링으로 참여했다. 2011년 7월 1일에는 음반의 동명 타이틀곡 "Bubble Pop!"의 티저를 공개했다. 소속사는 "Change"에서 강렬하고 파워풀한 퍼포먼스로 많은 인기를 얻었기 때문에 퍼포먼스를 극대화시키며 일렉트로팝 스타일의 장르로 변신을 꾀했다고 말했다. 이후 2011년 7월 5일 자정에 Bubble Pop!을 발매했고 뮤직비디오도 함께 공개했다.

## 활동
현아는 2011년 7월 7일 Mnet 20's Choice에서 첫 컴백 무대를 펼쳤다. 같은 날, 《엠카운트다운》에서 화이트 배꼽 셔츠와 스키니 팬츠를 입고 컴백무대를 가졌다. 다음 날, KBS 《뮤직뱅크》에 출연해 "Attention"과 농구복을 입고 "Bubble pop!"을 부르며 컴백 무대를 펼쳤다. 이후 2011년 8월 초 방송통신위원회에서 "Bubble Pop!"의 골반춤이 청소년들에게 선정적으로 보인다며 안무를 수정할 것을 요청했지만, 소속사측은 골반춤이 빠지면 무대에 서는게 의미가 없다며 활동을 중단한다고 밝혔다. 2011년 8월 12일부터는 《뮤직뱅크》를 시작으로 Dok2가 피처링으로 참여한 노래 "Just Follow"로 활동했다.

## 수록곡
| #             | 제목                                  | 작사                  | 작곡                  | 재생 시간 |
| ------------- | ------------------------------------- | --------------------- | --------------------- | --------- |
| 1.            | 〈Attention〉                         | 범이, 낭이            | 범이, 낭이            | 1:26      |
| 2.            | 〈Bubble Pop!〉                       | 신사동 호랭이, 최규성 | 신사동 호랭이, 최규성 | 3:32      |
| 3.            | 〈Downtown〉 (feat.전지윤)            | 신사동 호랭이, 최규성 | 신사동 호랭이, 최규성 | 3:23      |
| 4.            | 〈A Bitter Day〉 (feat. 용준형, G.NA) | 최규성, 용준형        | 최규성                | 3:47      |
| 5.            | 〈Just Follow〉 (feat. Dok2)          | Dok2                  | Dok2                  | 3:24      |
| 총 재생 시간: | 총 재생 시간:                         | 총 재생 시간:         | 총 재생 시간:         | 15:35     |

## 차트

### 음반 차트
| 차트 (2011)                 | 최고 순위 | 판매량 |
| --------------------------- | --------- | ------ |
| 대한민국 가온 앨범 주간차트 | 7         |        |
| 대한민국 가온 앨범 월간차트 | 13        | 8,742  |

### 노래 차트
| "Bubble Pop!"  | 4  | 4 |
| "A Bitter Day" | 10 | - |